# Southern New England Soccer League
La Southern New England Soccer League fue una liga semi-profesional de fútbol de Estados Unidos. Esta competición se disputó desde 1914 hasta 1921.

## Campeones por año
| Temporada | Campeón             | Subcampeón        |
| --------- | ------------------- | ----------------- |
| 1914/15   | New Bedford Whalers | YMCTAS            |
| 1915/16   | Torneo suspendido   | Torneo suspendido |
| 1916/17   | New Bedford Whalers | Fall River Rovers |
| 1917/18   | J&P Coats           | J&P Coats         |
| 1918/19   | Torneo cancelado    | Torneo cancelado  |
| 1919/20   | No hubo torneo      | No hubo torneo    |
| 1920/21   | Fore River          | Fall River Rovers |